# Albania (Caquetá)
Albania è un comune della Colombia facente parte del dipartimento di Caquetá.
Il centro abitato venne fondato da Wenceslao Muñoz nel 1932, mentre l'istituzione del comune è del 1986.